# Franz Binder (Forscher)
Franz Binder (* 1824 in Mühlbach, Siebenbürgen, rumänisch: Sebeș; † 1875 in Burgberg, rumänisch: Vurpăr) war ein siebenbürgisch-sächsischer Afrika-Forscher, Händler und Sammler, der durch seine Expeditionen und Handelsreisen im Sudan und am Weißen Nil im 19. Jahrhundert bekannt wurde.

## Herkunft und Ausbildung
Franz Binder entstammte einer alteingesessenen Patrizierfamilie aus Mühlbach. Sein Vater war Apotheker, seine Vorfahren hatten wichtige Ämter in der Stadt inne. Binder besuchte die Schule in Mühlbach und absolvierte eine Ausbildung zum Pharmazeuten in Hermannstadt (heute Sibiu). Nach kurzer Tätigkeit als Apotheker in Kronstadt (heute Brașov) wandte er sich dem Handelsstand zu.

## Reisen und Afrika-Aufenthalt
Aufgrund wirtschaftlicher Schwierigkeiten verließ Binder 1849 Siebenbürgen und reiste über das damalige Konstantinopel, Zypern, Syrien und den heutigen Irak nach Ägypten. In Alexandria wartete er vergeblich auf eine Apothekerstelle und schlug sich als Händler und in verschiedenen Berufen durch. 1852 erhielt er durch Vermittlung des berühmten Naturforschers Theodor von Heuglin eine Anstellung bei der Handelsgesellschaft Landauer & Co. in Alexandria und reiste im Auftrag dieser Firma mehrmals nach Khartum. Dort leitete er im Jahr 1857 im Alter von nur 37 Jahren während der Abwesenheit des Konsuls Dr. Natterer das österreichische Konsulat.
Binder begleitete die österreichischen Missionsexpeditionen unter Ignaz Knoblecher (1853) und Franz Morlang (1855). Zwischen 1852 und 1858 bereiste er weite Gebiete des Sudans zwischen Kordofan und dem heutigen Äthiopien, handelte vor allem mit Elfenbein und Gummi arabicum und heiratete 1855 eine Frau aus der Bevölkerungsgruppe der Beni Shanqul.
Nach dem Tod seines Freundes, des französischen Sklavenhändlers Alphonse de Malzac, übernahm Binder 1860 dessen Besitzung in Rumbek am Weißen Nil. Dort wurde er zum „Herrn der Zeriba“ und war in verschiedene militärische Konflikte und Handelskriege zwischen den einheimischen Bevölkerungsgruppen verwickelt. Mit seiner eigenen bewaffneten Truppe unterstützte er Verbündete und unternahm Handels- und Jagdexkursionen ins Gebiet der Jur, wobei er große Mengen Elfenbein erwarb. 1861 zerstörte ein Brand einen Großteil seiner Handelsstation, und Binder selbst erkrankte schwer, sodass er 1862 Afrika verließ.

## Wissenschaftliche Sammlungen
Bedeutsam ist seine umfangreiche ethnographische Sammlung von 550 Objekten aus den Jahren 1860/1 aus dem südlichen Sudan, die er dem „Siebenbürgischen Verein für Naturwissenschaften“ vermacht hat. Seine botanische Sammlung wurde von Theodor Kotschy bearbeitet.

## Spätere Jahre, Ehrungen und Nachwirkung
Nach seiner Rückkehr nach Siebenbürgen wurde Binder von Kaiser Franz Joseph mit dem „Goldenen Verdienstkreuz mit der Krone“ ausgezeichnet. Er ließ sich in seiner Heimatstadt Mühlbach nieder, heiratete Henriette Teutsch aus Schäßburg und widmete sich als Landwirt dem Erwerb größerer Güter. Sein Haus am Marktplatz von Mühlbach ist bis heute mit Marmortafeln geschmückt, die an ihn erinnern.
Franz Binder gilt als einer der bedeutenden siebenbürgisch-sächsischen Afrikareisenden des 19. Jahrhunderts. Sein Leben und Wirken sind beispielhaft für den Forscher- und Unternehmergeist seiner Zeit. Binder ist zudem ein Vorfahre des bekannten Geografen und Heimatforschers Paul Binder.
Bislang fehlt jedoch eine kritische postkoloniale Aufarbeitung seiner Aktivitäten als Händler, Forscher und Sammler.

## Muzeul de Etnografie Universala "Franz Binder"
Am 18. Mai 1993 wurde in Sibiu als Abteilung des rumänischen Muzeului Civilizatiei Populare Traditionale "ASTRA" das "Franz Binder" - Museum für Welt Ethnoigraphie eröffnet. Den Kern der dortigen Sammlung bildet die Sammlung von Franz Binder aus dem südlichen Sudan aus den Jahren 1860/1. Darüber hinaus beherbergt das Museum auch noch Sammlungen von Carl F. Jickeli sowie von Violeta und Catalin Rang.
Im Dezember 1997 wurde in diesem Museum die Sonderausstellung "Africa - Artă și cultură" gezeigt, in der neben den eigenen Beständen des Museums auch Leihgaben aus dem Museum "Grigore Antipa" in Bukarest sowie von privaten Sammlern zu sehen waren.
Seit etwa 2022 ist das Museum nicht mehr öffentlich für Besucher zugänglich. Das Museum bleibt jedoch als Teil der ASTRA-Museumsstiftung weiterhin erhalten und seine Sammlungen werden gepflegt. Es gibt derzeit keine Hinweise darauf, dass das Museum endgültig und dauerhaft geschlossen wurde.